# 函谷关之战 (前318年)
函谷關之戰發生於前318年，戰國時代楚、韓、趙、魏、燕五國聯軍聯合義渠國攻打秦國的一場戰爭。
秦國的東向擴張策略，嚴重威脅到東方六國。前319年，公孫衍在韓國支持下取代張儀成為魏國國相，魏王驅逐張儀回秦，並爭取各國合縱對付秦國，同時惠施也回國，合縱形勢又形成了。前318年，公孫衍發起魏、趙、韓、燕、楚合縱攻秦之舉，以楚懷王為縱長，組織聯軍進攻秦國。公孫衍又遊說義渠攻打秦國，配合聯軍。秦送“文繡千匹，好女百人”給義渠，以緩其威脅，義渠國君認為秦國送厚禮其實是暫時的策略，秦國強大終對義渠不利，便乘五國攻打秦國的機會，出兵襲擊，大敗秦軍於李帛。然而五國並不齊心，真正出兵的只有魏、趙、韓三國，聯軍攻打函谷關，但是卻被秦軍擊退。
前317年，秦國派遣庶長樗里疾率秦軍出函谷關反擊韓趙魏聯軍，於修魚大敗趙、韓聯軍，敗趙將趙渴、韓奐，俘虜韓將申差，斬殺聯軍八萬二千人。